# Theodore Lettvin
Théodore Lettvin (Chicago, 29 octobre 1926 – 24 août 2003) est un pianiste, pédagogue et chef d'orchestre américain.

## Biographie
Lettvin étudie le piano de 1930 à 1935 avec Howard Wells et de 1935 à 1941 avec Leon Rosenbloom. Il donne son premier concert à l'âge de 5 ans, à la Lyon & Healy, un facteur de harpes de Chicago. En mars 1939, à treize ans, il se produit en soliste avec l'Orchestre symphonique de Chicago sous la direction de Frédéric Stock, en interprétant le premier mouvement du premier concerto pour piano de Mendelssohn. Adolescent, il obtient une bourse d'études du Curtis Institute of Music de Philadelphie pour travailler avec Rudolf Serkin et Mieczysław Horszowski. En 1948 il remporte le Concours international de piano Naumburg, dans sa vingtième année, il remporte le Michaels Memorial Award et en 1952, il participe au Concours Reine-Élisabeth (7e place). Il fait ses débuts en Europe lorsqu'il est en tournée en France, avec le violoniste Sidney Harth 1951-1952 dans une série de concerts organisée par la National Music League et les Jeunesses musicales internationales.
Honoré par le public, les critiques, ses collègues et ses étudiants, tout au long d'une carrière musicale, couvrant plus de soixante-cinq ans, Theodore Lettvin a su captiver, s'engager et divertir tant comme interprète qu'enseignant.
Parmi les orchestres avec lesquels Lettvin a joué, on trouve l'Orchestre philharmonique de New York et les orchestres symphoniques de Boston, Chicago, Cleveland, Washington, Atlanta, Vienne, Tel-Aviv et Tokyo. Il a également participé à des festivals de l'été à Tanglewood, Ravina, Saratoga, Sarasota, Salzbourg et Interlochen.
Avant sa nomination à titre de professeur émérite par l'Université Rutgers (où il enseignait depuis 1987) et l'Université du Michigan (1977-1987),, Lettvin était un professeur distingué dans leur département de musique, où il a dirigé les doctorats en arts musicaux et des programmes de diplôme artistique. Avant de se joindre à ces universités, Lettvin enseignait au New England Conservatory of Music de Cleveland (1968-1977) et artiste en résidence à l'Université du Colorado à Boulder (1956-1957).
Après sa mort en août 2003, bon nombre de ses étudiants et la famille ont continué son héritage.  Un cycle de concerts donnés à Bradford, New Hampshire, sont nommés de son nom en témoignage de l'impact qu'il a eu sur la communauté et sur le monde de la musique.

## Discographie
D'après l'IPAM (International de Piano d'Archives à l'Université de Maryland). Le disque 16 comprend une interview avec Martin Perlich (WCLV).
| Index des interprétations de Theodore Lettvin au disque | Index des interprétations de Theodore Lettvin au disque | Index des interprétations de Theodore Lettvin au disque | Index des interprétations de Theodore Lettvin au disque |
| Compositeur                                             | Œuvre                                                   | Date                                                    | CD                                                      |
| ------------------------------------------------------- | ------------------------------------------------------- | ------------------------------------------------------- | ------------------------------------------------------- |
| Bach                                                    | Suite anglaise no 3                                     | 28 mars 1962                                            | 1                                                       |
| Bach                                                    | Suite anglaise no 3 (extr.)                             | nc                                                      | 4                                                       |
| Bach-Busoni                                             | Rejoice, Beloved Christians                             | 16 avril 1975                                           | 13A                                                     |
| Bach-Busoni                                             | Rejoice, Beloved Christians                             | juillet 1977                                            | 14                                                      |
| Bartók                                                  | Scherzo pour piano & orchestre                          | 20 décembre 1964                                        | 6                                                       |
| Bartók                                                  | Two Romanian Dances                                     | 28 mars 1962                                            | 1A                                                      |
| Beethoven                                               | Sonate pour violoncelle no 1 (Paul Olefsky)             | nc                                                      | 11                                                      |
| Beethoven                                               | Sonate pour violoncelle no 3 (Paul Olefsky)             | nc                                                      | 11                                                      |
| Beethoven                                               | Sonate pour violoncelle no 4 (Paul Olefsky)             | nc                                                      | 11                                                      |
| Beethoven                                               | Sonate pour violoncelle no 5 (Paul Olefsky)             | nc                                                      | 12                                                      |
| Beethoven                                               | Concerto no 2, op. 19                                   | 9 juillet 1965                                          | 4                                                       |
| Beethoven                                               | Concerto no 2, op. 19                                   | nc                                                      | 6                                                       |
| Beethoven                                               | Concerto no 3, op. 37                                   | 4 août 1967                                             | 15                                                      |
| Beethoven                                               | Rondo, op. 51 no 1                                      | 16 avril 1975                                           | 13                                                      |
| Beethoven                                               | Rondo, op. 51 no 1                                      | nc                                                      | 19                                                      |
| Beethoven                                               | Rondo a capriccio, op. 129                              | nc                                                      | 19                                                      |
| Beethoven                                               | Sonate no 3, op. 2 no 3                                 | 16 avril 1975                                           | 13                                                      |
| Beethoven                                               | Sonate, op. 2 no 3 (mvt. I)                             | 16 avril 1975                                           | 13A                                                     |
| Beethoven                                               | Sonate no 3, op. 2 no 3                                 | juillet 1977                                            | 8                                                       |
| Beethoven                                               | Sonate no 26, op. 81a                                   | 28 mars 1962                                            | 1                                                       |
| Beethoven                                               | Sonata no 26, op. 81a                                   | 13 mai 1966                                             | 3                                                       |
| Beethoven                                               | Triple Concerto                                         | nc                                                      | 18                                                      |
| Beethoven                                               | Variations sur « God Save the King » (extr.)            | nc                                                      | 4                                                       |
| Beethoven                                               | Variations sur « Rule Brittania »                       | 17 mai 1967                                             | 2                                                       |
| Beethoven                                               | Variations pour violoncelle et piano (Paul Olefsky)     |                                                         |                                                         |
| Beethoven                                               | 7 Variations d'après « La flûte enchantée »             | nc                                                      | 12                                                      |
| Beethoven                                               | 12 Variations d'après « La flûte enchantée »            | nc                                                      | 12                                                      |
| Beethoven                                               | 6 Variations d'après « Judas Maccabées »                | nc                                                      | 12                                                      |
| Brahms                                                  | Concerto no 2, op. 83                                   | 20 juin 1980                                            | 7                                                       |
| Brahms                                                  | Rhapsodie, op. 79 no 2                                  | 13 mai 1966                                             | 3                                                       |
| Brahms                                                  | Rhapsodie, op. 119 no 4                                 | 13 mai 1966                                             | 3                                                       |
| Brahms                                                  | Variations Haendel, op. 24                              | 1er décembre 1976                                       | 9A                                                      |
| Chopin                                                  | Ballades 1, 2, 3                                        | juillet 1977                                            | 8A                                                      |
| Chopin                                                  | Ballade no 1, op. 23                                    | 13 mai 1966                                             | 3                                                       |
| Chopin                                                  | Ballade no 1, op. 23 (extr.)                            | nc                                                      | 4                                                       |
| Chopin                                                  | Ballade no 4, op. 52                                    | 17 mai 1967                                             | 2A                                                      |
| Chopin                                                  | Ballade no 4, op. 52                                    | juillet 1977                                            | 14                                                      |
| Chopin                                                  | Berceuse (extr.)                                        | nc                                                      | 4                                                       |
| Chopin                                                  | Fantaisie, op. 49                                       | 17 mai 1967                                             | 2A                                                      |
| Chopin                                                  | Fantaisie-Impromptu, op. 66                             | 17 mai 1967                                             | 2A                                                      |
| Chopin                                                  | Fantaisie-Impromptu, op. 66                             | juillet 1977                                            | 8A                                                      |
| Chopin                                                  | Impromptu no 1, op. 29                                  | 17 mai 1967                                             | 2A                                                      |
| Chopin                                                  | Impromptu no 1, op. 29                                  | juillet 1977                                            | 8                                                       |
| Chopin                                                  | Impromptu no 2, op. 36                                  | 17 mai 1967                                             | 2A                                                      |
| Chopin                                                  | Impromptu no 2, op. 36                                  | juillet 1977                                            | 8                                                       |
| Chopin                                                  | Impromptu no 3, op. 51                                  | 17 mai 1967                                             | 2A                                                      |
| Chopin                                                  | Impromptu no 3, op. 51                                  | juillet 1977                                            | 8A                                                      |
| Chopin                                                  | Nocturne, op. 27 no 2                                   | 13 mai 1966                                             | 3                                                       |
| Chopin                                                  | Prélude no 24                                           | 13 mai 1966                                             | 3                                                       |
| Chopin                                                  | Prélude no 24                                           | 1er décembre 1976                                       | 9A                                                      |
| Chopin                                                  | Prélude no 24 (extr.)                                   | nc                                                      | 4                                                       |
| Gershwin                                                | Concerto en fa                                          | nc                                                      | 16                                                      |
| Haendel                                                 | Suite pour clavier en si-bémol majeur                   | 1er décembre 1976                                       | 9A                                                      |
| Haydn                                                   | Andante & Variations en fa mineur                       | 17 mai 1967                                             | 2A                                                      |
| Haydn                                                   | Andante & Variations en fa mineur                       | 1er décembre 1976                                       | 9                                                       |
| Haydn                                                   | Concerto en sol majeur                                  | 3 mai 1970                                              | 5                                                       |
| Hummel                                                  | Concerto, op. 89                                        | nc                                                      | 18                                                      |
| Liszt                                                   | Rhapsodie hongroise no 2                                | nc                                                      | 14                                                      |
| Litolff                                                 | Scherzo                                                 | nc                                                      | 18                                                      |
| Mendelssohn                                             | Concerto no 1                                           | nc                                                      | 16                                                      |
| Mendelssohn                                             | Scherzo a capriccio (extr.)                             | nc                                                      | 4                                                       |
| Mendelssohn-Liszt                                       | Wedding March                                           | nc                                                      | 17                                                      |
| Mozart                                                  | Concerto no 24, K. 491                                  | 3 mai 1970                                              | 5                                                       |
| Mozart                                                  | Fantaisie, K. 397                                       | 28 mars 1962                                            | 1                                                       |
| Mozart                                                  | Fantaisie, K. 397                                       | 13 mai 1966                                             | 3                                                       |
| Mozart                                                  | Rondo, K. 485                                           | May 13, 1966                                            | 3                                                       |
| Prokofiev                                               | Sonate no 3, op. 28                                     | April 16, 1975                                          | 13                                                      |
| Prokofiev                                               | Toccata, op. 11                                         | March 28, 1962                                          | 1A                                                      |
| Prokofiev                                               | Toccata, op. 11                                         | May 13, 1966                                            | 3                                                       |
| Prokofiev                                               | Toccata, op. 11                                         | April 16, 1975                                          | 13                                                      |
| Rachmaninoff                                            | Rhapsodie Paganini                                      | nc                                                      | 18                                                      |
| Saint-Saëns                                             | Wedding Cake, op. 76                                    | nc                                                      | 17                                                      |
| Schubert                                                | 4 Impromptus, op. 142                                   | 28 mars 1962                                            | 1A                                                      |
| Schubert                                                | 4 Impromptus, op. 142                                   | 16 avril 1975                                           | 13A                                                     |
| Schubert                                                | 4 Impromptus, op. 142                                   | 1er décembre 1976                                       | 9                                                       |
| Schubert                                                | 4 Impromptus, op. 142                                   | juillet 1977                                            | 8                                                       |
| Schubert                                                | Impromptus op. 142, Nos. 3 & 4                          | 13 mai 1966                                             | 3                                                       |
| Schubert                                                | Moment Musical no 3                                     | 13 mai 1966                                             | 3                                                       |
| Schubert                                                | Moment Musical no 3                                     | 16 avril 1975                                           | 13A                                                     |
| Schubert                                                | Sonate, op. 143                                         | nc                                                      | 14                                                      |
| Schumann                                                | Sonate, op. 22                                          | 17 mai 1967                                             | 2                                                       |
| Soler                                                   | 2 Sonates en ut mineur                                  | nc                                                      | 17                                                      |
| Tchaïkovski                                             | Concerto no 1                                           | 1969                                                    | 15                                                      |
| Tchaïkovski                                             | Concerto no 1 (extr.)                                   | nc                                                      | 4                                                       |
| Tchaïkovski                                             | Concerto no 1                                           | nc                                                      | 10                                                      |
| Whittaker                                               | Piano Sonata                                            | nc                                                      | 14                                                      |
| Yardumian                                               | Sonate chromatique                                      | 17 mai 1967                                             | 2                                                       |